# 기토라 고분

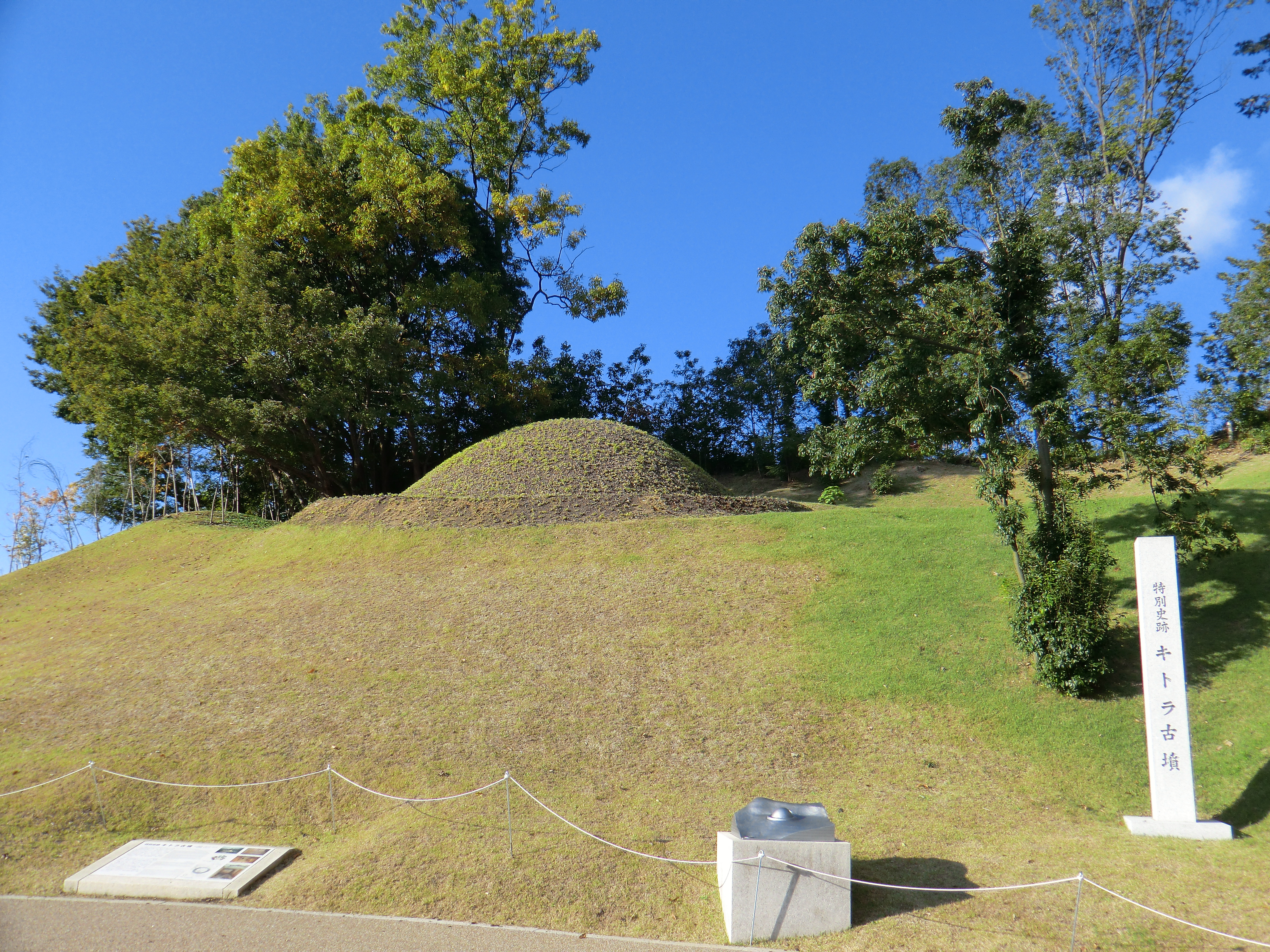
기토라 고분

기토라 고분(キトラ古墳)은 나라현 다카이치군 아스카촌에 있는 고분이다. ‘기토라’는 ‘北浦’의 독음에서 유래하였다고 한다.
1983년 11월 7일에 석실 안쪽의 채색벽화에서 현무가 발견되어 주목을 끌었다. 2000년 7월 31일에는 국가 사적으로 지정되었고, 11월 24일에는 특별사적으로 지정되었다.
사신이 그려진 벽화가 있는 등의 유사점 때문에 다카마쓰 고분의 ‘형제’로 불리기도 한다.

## 연대
벽화 등에서 보이는 당나라의 문화적 영향이 다카마쓰 고분과 같이 짙어 보이지 않은 점으로 보아, 견당사가 일본에 돌아오기 전인 7세기 말에서 8세기 초쯤에 조성된 고분으로 여겨지고 있다.

## 피장자
누가 매장되어 있는지는 아직 확실하지 않다.
연대 등으로부터 텐무천황의 아들, 또는 측근의 고관일 가능성이 높다고 여겨진다. 또한, 출토된 물품으로 보아 다카마쓰의 매장자보다 신분이 낮은 인물이 매장되어 있다고 추측된다. 센다 미노루(千田稔)는 백제로부터 도래한 백제 창왕으로 추측하기도 한다.

## 구조
2단으로 조성되었으며, 상단이 직경 9.4 m, 높이 2.4 m, 테라스 형태의 하단은 직경 13.8 m, 높이 90 cm이다.
석곽은 응회암을 잘라내고 서로 맞추어 만들었으며, 내부는 폭이 약 1 m, 길이 2.6 m, 높이가 약 1.3 m이다. 내벽과 천장에는 옻칠이 되어 있고, 벽화가 그 위에 그려졌다.

### 벽화
사면의 벽 중앙에 사신인 청룡, 백호, 주작, 현무가 그려져 있다.
사신의 아랫쪽에는 3개씩 짐승 머리에 사람 몸인 십이지가 그려져 있다고 여겨지나, 북쪽 벽 현무의 쥐, 동쪽 벽 청룡의 호랑이, 서쪽 벽 백호의 개, 남쪽 벽 주작의 말 등 6개체만이 발견되었다.
동시대의 중국과 한국에서는 짐승 머리에 사람 몸의 형상의 부조나 토우가 매장된 묘가 발견된다. 이러한 공통점으로부터, 기토라 고분은 고구려나 신라 등의 문화적 영향을 받았다고 추정되었다. 한편, 2005년에 발견된 말의 의장은, 같은 남쪽 벽화에 그려진 주작과 같은 붉은 색이었다. 이로부터, 십이지상이 여러 속하는 방향에 의해 사신과 같이 나뉘어 칠해졌음을 추측되었고, 중국·한국에서는 발견되지 않는 특징임이 지적되었다.
남쪽 벽은 가마쿠라 시대 때로 추정되는 도굴로 일부 훼손되었으나, 2009년 복원되었다고 발표되었다.

### 천문도
천정에는 천문도가 있는데, 직경 약 60cm 로, 별자리, 천구의 적도, 황도, 태양, 달 등이 그려져 있다. 총 68개의 별자리, 약 350개의 별(68개의 흔적 포함)이 남아 있는 것으로 확인되었으며, 별에는 금박이 사용되었음이 밝혀졌다. 2008년에 사신도와 12지 그림에 이어 천정에서 떼어내었고, 현재 수리 중이다.
유사한 형식의 천문도 중 중국과 한국 등에 남겨진 것은 12세기와 14세기의 것이어서, 현존하는 가장 오래된 전천천문도로서 주목받았으며, 천상열차분야지도의 원본인 고구려의 천문도와의 관련이 있었음이 추측되었다.

## 보존
현재, 고분 일대는 국영 아스카 역사 공원의 일부로서 정비가 진행되고 있다.
연구, 보존, 공개 등은 나라시에 위치한 나라문화재연구소가 담당하고 있다.

## 위치
- 북위 34° 27′ 4.5″ 동경 135° 48′ 19.0″ / 북위 34.451250°  동경 135.805278°

## 같이 보기
- 다카마쓰 고분
- 동아시아의 별자리
- 사신